# Pseudopostega pontifex
Pseudopostega pontifex là một loài bướm đêm thuộc họ Opostegidae. Nó được Edward Meyrick miêu tả năm 1915. Nó được tìm thấy ở Cali, Colombia.
Chiều dài cánh trước khoảng 2.7 mm. Con trưởng thành bay vào tháng 5.